# Mantispa newmani
Mantispa newmani is een insect uit de familie van de Mantispidae, die tot de orde netvleugeligen (Neuroptera) behoort. 
Mantispa newmani is voor het eerst wetenschappelijk beschreven door Banks in 1920.